# Parc-d’Anxtot
Parc-d’Anxtot település Franciaországban, Seine-Maritime megyében. Lakosainak száma 579 fő (2022. január 1.). Parc-d’Anxtot Beuzeville-la-Grenier, Houquetot, Saint-Gilles-de-la-Neuville, Saint-Jean-de-la-Neuville és Virville községekkel határos.

## Népesség
A település népességének változása:
| Lakosok száma | 587  | 576  | 578  | 567  | 567  | 585  | 587  | 583  | 579  |
|               | 2013 | 2015 | 2016 | 2017 | 2018 | 2019 | 2020 | 2021 | 2022 |